# Zanclea costata
Zanclea costata är en nässeldjursart som beskrevs av Gegenbaur 1857. Zanclea costata ingår i släktet Zanclea och familjen Zancleidae. Arten är reproducerande i Sverige. Inga underarter finns listade i Catalogue of Life.